# 34731 Ronitjain
34731 Ronitjain este o planetă minoră (asteroid), cu un diametru de 4,527 km, din centura de asteroizi. A fost descoperită pe 16 august 2001 la Experimental Test Site⁠(d) de Lincoln Near-Earth Asteroid Research. 
Obiectul prezintă o orbită caracterizată de o semiaxă mare de 2,7869256 UAi, o excentricitate de 0,0838475, o înclinație de 7,68515 ° în raport cu ecliptica.